# 中华哲水蚤
中华华哲水蚤（学名：Sinocalanus sinensis）为胸刺水蚤科华哲水蚤属的动物，是中国的特有物种。分布于福建、浙江、上海、天津、辽宁等地，其生活环境为淡水或半咸水。
其种加词“sinensis”意为“中华的”。